# Хилково (Самарская область)
Хилково — село в Красноярском районе Самарской области, центр одноимённого сельского поселения.

## География
Село Хилково расположено на реке Хилковка.

## Население
| 2010 |
| ---- |
| 1422 |

## История
История Хилково началась в 17 веке.

## Экономика
В селе развито сельское хозяйство. Имеется пивоваренный завод, строится современный свинокомплекс.

## Туризм
Рядом с селом расположена современная турбаза.
На территории поселения имеется несколько обелисков, памятник В. И. Ленину.
Развит и рыбный туризм. На озере-реке Бисембаевка(Балыксу) проводятся активные отдыхи, походы, пикники, купания, проводятся также редко и рыболовные конкурсы, инициатором которых является Союз Рыбаков Самарской области. Зимой Бисембаевка замерзает. С её склонов можно скатываться вниз на тюбингах и санках и лыжах зимой. Лёд прочен. Пастьба овец и стоянки лошадей и коней. Бисембаевка служит водопойником для крупного и мелкого скота.